# George Wallace (politician american)
George Corley Wallace Jr. (n. 25 august 1919, Clio⁠(d), Alabama, SUA – d. 13 septembrie 1998, Montgomery, Alabama, SUA) a fost un politician american. Acesta a ocupat funcția de guvernator al Alabamei timp de patru mandate și rămâne cunoscut datorită convingerilor sale despre segregația rasială. În timpul mandatului său, Wallace a promovat „dezvoltarea industrială, scăderea impozitelor și educația vocațională”. A candidat la alegerile prezidențiale din Statele Unite de trei ori în calitate de membru al Partidului Democrat și o dată ca membru al American Independent Party⁠(d). S-a opus politicilor de desegregare⁠(d) și a susținut legile Jim Crow în timpul mișcării pentru drepturile civile⁠(d), declarând în discursul inaugural din 1963⁠(d) că promovează  „segregare astăzi, segregare mâine, segregare pentru totdeauna”.
Născut în Clio, Alabama⁠(d), Wallace a urmat Facultatea de Drept⁠(d) din cadrul Universității din Alabama⁠(d) și a activat în Forțele Aeriene ale Statelor Unite⁠(d)  în timpul celui de-al Doilea Război Mondial. După încheierea războiului, a câștigat alegerile pentru Camera Reprezentanților din Alabama⁠(d) și a devenit judecător statal. Inițial un moderat pe probleme rasiale, când a eșuat să obțină nominalizarea democrată la alegerile guvernamentale din Alabama în 1958⁠(d), Wallace a adoptat o poziție segregaționistă⁠(d). Acesta a candidat din nou pentru funcția de guvernator în 1962⁠(d) și a câștigat alegerile. În încercarea de a opri procesul de integrare al studenților de culoare inițiat de Universitatea din Alabama, Wallace a stat în dreptul intrării în universitate⁠(d) pentru a împiedica intrarea acestora și a devenit cunoscut la nivel național.A părăsit funcția odată cu expirarea mandatului său în 1967. Soția sa - Lurleen⁠(d) - a câștigat următoarele alegeri și l-a succedat în funcție, însă Wallace a rămas guvernatorul de facto. Lurleen a murit de cancer în mai 1968; medicul îl informase de diagnostic în 1961, dar acesta nu i-l dezvăluise soției sale. Odată cu moartea ei, lua sfârșit și perioada sa de influență.
Wallace l-a contestat pe președintele în exercițiu, Lyndon B. Johnson, la alegerile pentru nominalizarea candidatului democrat din 1964⁠(d), dar Johnson a câștigat cursa. În cadrul alegerilor prezidențiale din 1968⁠(d), a candidat din partea American Independent Party în încercarea de a forța alegeri contingente⁠(d) în Camera Reprezentanților și a spori astfel influența politică a politicienilor segregaționiști din sudul țării. Wallace a câștigat în cinci state din sud, dar nu a reușit să forțeze organizarea de alegeri contingente.
Wallace a câștigat din nou alegerile pentru funcția de guvernator în 1970⁠(d) și a candidat la alegerile pentru nominalizarea candidatului democrat în 1972⁠(d), având o abordare moderată față de segregare de această dată. Campania  s-a încheiat odată cu tentativa de asasinare pusă la cale de Arthur Bremer⁠(d). Wallace a fost împușcat și a rămas paraplegic pentru restul vieții.
Acesta a câștigat alegerile guvernamentale din 1974⁠(d) și a încercat din nou să obțină nominalizarea Partidului Democrat în 1976⁠(d). La sfârșitul anilor 1970, Wallace a devenit un creștin renăscut, moderându-și opiniile despre rasă și renunțând la promovarea politicilor de segregare. Și-a părăsit mandatul în 1979, dar a revenit în politică și a câștigat pentru a patra oară alegerile guvernamentale din Alabama în 1982⁠(d). Wallace este al treilea cel mai longeviv guvernator din istoria Statelor Unite, având 5.848 de zile în funcție.

## Biografie
George Corley Wallace Jr. s-a născut în Clio, Alabama⁠(d), fiul lui George Corley Wallace Sr. și al lui Mozelle Smith. Părințiilor săi le displăcea numele „Junior” și au ales în schimb să-l numească „George C.” pentru a-l deosebi de tatăl său, George Corley Sr., și de bunicul patern, medicul George Oscar Wallace, numit și „Doc Wallace”. Avea doi frați mai mici, Gerald și Jack, și o soră mai mică pe nume Marianne. În timpul Primului Război Mondial, din cauza prețurilor ridicate, Wallace Sr. a devenit interesat de agricultură. Când tatăl său a murit în 1937, mama sa a fost nevoită să-și vândă terenul agricol pentru a plăti ipotecile. Wallace a fost crescut în credința metodistă.
De la vârsta de zece ani, Wallace a fost fascinat de politică. În 1935, a ajuns băiat mesager în Sentul din Alabama⁠(d) în urm unui concurs și a prezis că va deveni guvernator într-o zi. Pugilist de succes la nivel regional în timpul liceului, a studiat dreptul la Facultate de Drept⁠(d) din cadrul Universității din Alabama în Tuscaloosa⁠(d). A fost membru al fraternității Delta Chi⁠(d). La Universitatea din Alabama, Wallace s-a intersectat cu viitorul său adversar politic - Frank Minis Johnson Jr.⁠(d). De asemenea, acesta l-a cunoscut și pe viitor guvernator conservator Chauncey Sparks⁠(d). A obținut o diplomă de licență în drept în 1942.
La începutul anului 1943, Wallace a fost acceptat pentru pregătirea militară de către Forțele Aeriene ale Armatei Statelor Unite⁠(d) (USAAF). S-a îmbolnăvit de meningită spinală la scurt timp după, însă administrarea urgentă de medicamente cu sulfamidă i-a salvat viața. Rămas cu leziuni permanente ale nervilor și cu pierderea parțială a auzului, a fost instruit ca inginer în aviație⁠(d). În 1945, în calitate de membru al echipajului unui bombardier B-29 din unitatea militară 468th Bombardment Group⁠(d), staționată în Insulele Mariane, Wallace a luat parte la bombardamentele strategice asupra Japoniei⁠(d) și a ajuns la gradul de sergent de personal⁠(d). La mijlocul anului 1945, Wallace a fost lăsat la vatră din cauza „anxietății severe” și a primit o pensie de invaliditate de 10% pentru „psihonevroză”.

## Cariera timpurie
În 1938, la vârsta de 19 ani, Wallace a contribuit la campania de succes a bunicului său pentru funcția de judecător. La sfârșitul anului 1945, a fost numit procuror adjunct general al statului Alabama, iar în mai 1946, a câștigat primele alegeri în calitate de membru al Camerei Reprezentanților din Alabama⁠(d). În acea perioadă, era considerat un moderat pe probleme rasiale. În calitate de delegat în cadrul Convenției Naționale Democrate din 1948⁠(d), nu a părăsit sala alături de membrii partidului Dixiecrat⁠(d), deși nu era de acord cu programul pentru drepturi civile propus de președintele Harry S. Truman, deoarece reprezenta o încălcare a drepturilor statelor. În discursul său inaugural din 1963, Wallace a considerat o greșeală refuzul său de a părăsi sala în timpul convenției din 1948.
În 1952, a devenit judecător de circuit al celui de-al treilea circuit judiciar⁠(d) din Alabama, fiind cunoscut atât pentru porecla „micul judecător luptător”, influențată de experiența sa pugilistică, cât și de faptul că nu ținea cont de rasa reclamantului în luare deciziile sale. La vremea respectivă, era o practică comună în rândul judecătorilor din sudul țării să li se adreseze avocaților de culoare pe prenume, dar nu și colegilor săi albi, cărora li se adresau întotdeauna cu „Domnule”. Avocatul de culoare J. L. Chestnut Jr.⁠(d) a declarat ulterior că „judecătorul George Wallace a fost mai liberal judecător în fața căruia am practicat vreodată dreptul. A fost primul judecător din Alabama care mi-a spus 'Domnule' într-o sală de judecată”.
Pe de altă parte, Wallace a emis ordonanțe care împiedicau îndepărtarea semnelor segregaționiste din gări, fiind primul judecător sudist care ia această decizie. În mod similar, în timp ce organizațiile pentru drepturile civile încercau să înregistreze cât mai multe persoane de culoare pe lista votanților⁠(d), Wallace a împiedicat revizuirea listelor electorale din comitatul Barbour de către autoritățile federale. A fost acuzat de sfidarea instanței⁠(d) în 1959.
În calitate de judecător, Wallace a permis unor persoane de culoare să fie liberate condiționat⁠(d), fapt care l-ar fi costat postul de guvernator în cadrul alegerilor din 1958.

## Alegerile guvernamentale din 1958
În 1958, Wallace a candidat pentru prima dată la funcția de guvernator. Din moment ce constituția din 1901 a statului nu garanta dreptul de vot persoanelor de culoare, Partidul Democrat era practic singurul partid din Alabama. În cadrul alegerilor guvernamentale, reprezentantul statal George C. Hawkins⁠(d) din Gadsden⁠(d) și procurorul general John M. Patterson⁠(d), sprijinit de Ku Klux Klan, erau contracandidații lui Wallace. Deși a fost susținut de organizația NAACP⁠(d), Wallace a pierdut nominalizarea cu peste 34.400 de voturi.
După alegeri, conform consilierului Seymore Trammell, Wallace i-a spus: „Seymore, știi de ce am pierdut cursa pentru funcția de guvernator?... Am fost înșelat de John Patterson. Dar își spun aici și acum, nu voi mai fi niciodată înșelat din nou.” Ca urmare a înfrângerii sale, Wallace a adoptat o poziție segregaționistă dură pentru a atrage votul majorității albe la următoarele alegeri guvernamentale din 1962. Când un susținător l-a întrebat de ce a început să utilizeze mesaje rasiste, Wallace a răspuns: „Știi, am încercat să vorbesc despre drumuri și școli bune [...] și nimeni nu m-a ascultat. Apoi am început să vorbesc despre niggeri și le-am atras atenția”.

## Guvernator în Alabama

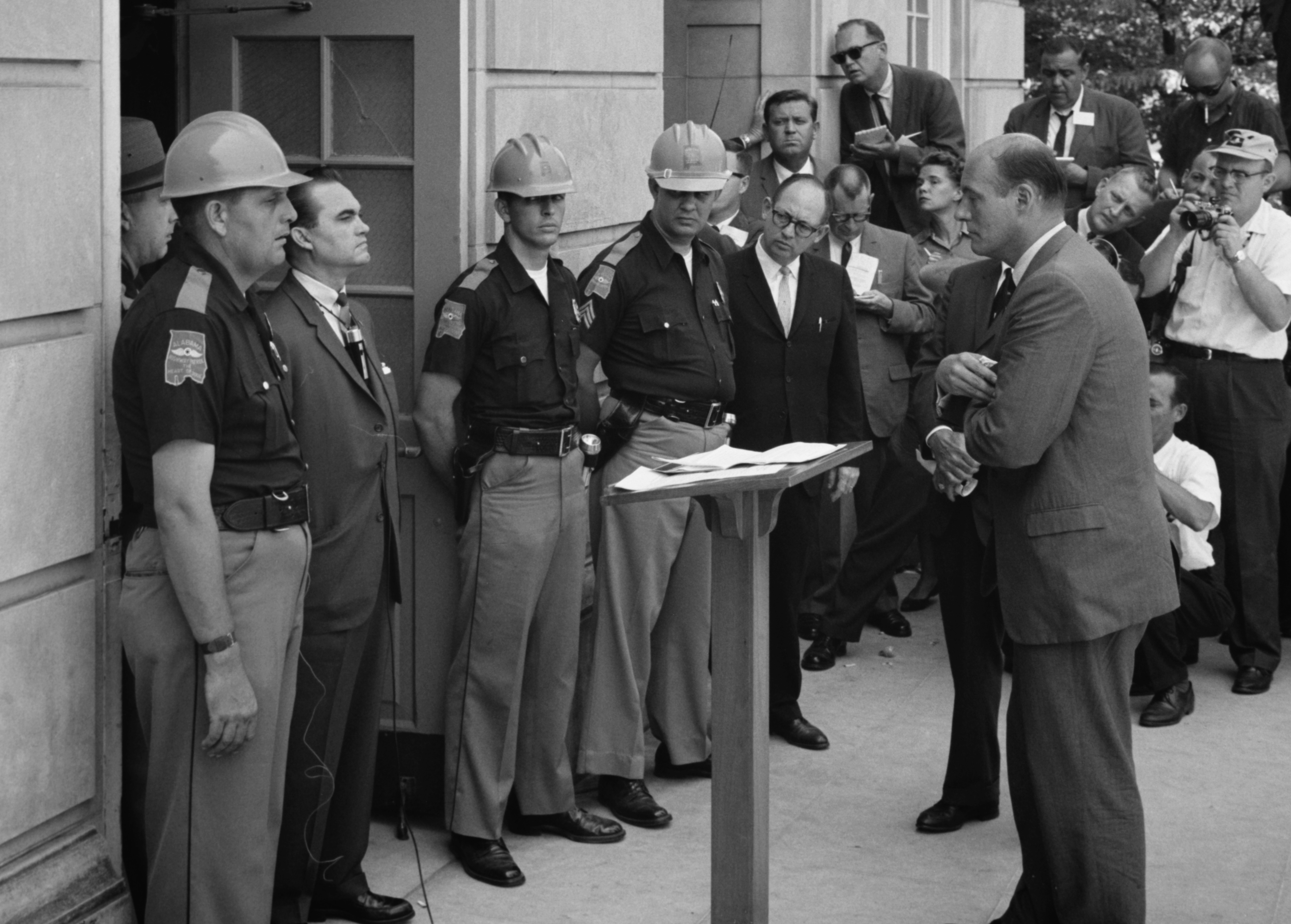
Cunoscut oponent al procesului de desegregație a Universității din Alabama, Wallace a încercat să împiedice intrarea persoanelor de culoare în instituție. În imagine, acesta este înfruntat de procurorul general.

La alegerile pentru nominalizarea candidatului democrat din 1962, Wallace l-a învins pe senatorul Ryan deGraffenried Sr.⁠(d) și a obținut 35% din voturi. În al doilea tur, Wallace a obținut nominalizarea cu 55% din voturi. În lipsa unui candidat din partea Partidului Republican, acesta a obținut o victorie zdrobitoare în cadrul alegerilor guvernamentale din noiembrie⁠(d) cu 96% din voturi. Wallace a depus jurământul pe 14 ianuarie 1963, stând în același loc în care, în urmă cu aproape 102 ani, Jefferson Davis a fost numit președinte provizoriu al Statelor Confederate ale Americii. În discursul său inaugural⁠(d), Wallace a declarat:
In the name of the greatest people that have ever trod this earth, I draw the line in the dust and toss the gauntlet before the feet of tyranny, and I say segregation now, segregation tomorrow, segregation forever.
Această propoziție a fost formulată de noul scriitor de discursuri al lui Wallace, Asa Earl Carter, lider al Ku Klux Klan.
În 1963, administrația președintelui John F. Kennedy a ordonat ca Divizia 2 Infanterie a Armatei Statelor Unite din Fort Benning, Georgia, să fie pregătită pentru implementarea politicilor de integrare rasială⁠(d) ale Universității din Alabama. Într-o încercare zadarnică de a împiedica înscrierea studenților de culoare Vivian Malone Jones⁠(d) și James Hood⁠(d), guvernatorul Wallace a stat în fața Auditoriului Foster⁠(d) de la Universitatea din Alabama pe 11 iunie 1963. Acest eveniment a devenit cunoscut sub denumire de „Stand in the Schoolhouse Door⁠(d)”.
În septembrie 1963, Wallace a încercat să împiedice înscrierea a patru elevi de culoare în patru școli elementare diferite din Huntsville. După intervenția unui tribunal federal din Birmingham, celor patru copii li s-a permis intrarea în instituții pe 9 septembrie, devenind primii elevi de culoare integrați într-o școală primară sau gimnazială din Alabama.
Wallace dorea cu disperare să păstreze politicile de segregare. În propriile sale cuvinte: „Președintele [John F. Kennedy] dorește ca noi să predăm acest stat lui Martin Luther King și grupului său de pro-comuniști care au pus la cale aceste demonstrații”. A prezis în timpul unui discurs din Milwaukee, Wisconsin, din 17 septembrie 1964 că politicienii care susțin legea pentru drepturile civile vor „dispărea” din punct de vedere politic până în 1966 și 1968.
Pentru Encyclopaedia Britannica, Wallace este mai degrabă „populist” decât segregaționist, fiind preocupat de-a lungul carierei de nevoile majorității albe din Alabama. Eșecul campaniilor sale prezidențiale a influențat candidaturile populiste ale politicienilor Jimmy Carter și Ronald Reagan.